# Деньгино (Челябинская область)
Де́ньгино — деревня в Октябрьском районе Челябинской области России. Входит в состав Маякского сельского поселения.

## География
Деревня находится на востоке Челябинской области, в лесостепной зоне, на южном берегу озера Деньгино, на расстоянии примерно 15 км (по прямой) к югу от села Октябрьское, административного центра района. Абсолютная высота — 182 м над уровнем моря.

### Часовой пояс
Деревня Деньгино, как и вся Челябинская область, находится в часовой зоне МСК+2. Смещение применяемого времени относительно UTC составляет +5:00.

## Население
| 2002 | 2010 |
| ---- | ---- |
| 215  | ↘134 |

Гендерный состав
По данным Всероссийской переписи населения 2010 года, в гендерной структуре населения мужчины составляли 44,8 %, женщины — соответственно 55,2 %.
Национальный состав
Согласно результатам переписи 2002 года, в национальной структуре населения русские составляли 86 %.

## Улицы
Уличная сеть деревни состоит из двух улиц (ул. Мира и ул. Свободы).